# Jeppe Jensen Kollat
Jeppe Jensen Kollat (9 de agosto de 1972) es un deportista danés que compitió en remo. Ganó seis medallas en el Campeonato Mundial de Remo entre los años 1992 y 1997.

## Palmarés internacional
| Campeonato Mundial | Campeonato Mundial            | Campeonato Mundial | Campeonato Mundial      |
| Año                | Lugar                         | Medalla            | Prueba                  |
| ------------------ | ----------------------------- | ------------------ | ----------------------- |
| 1992               | Montreal (Canadá)             | Medalla de oro     | Ocho con timonel ligero |
| 1993               | Račice (República Checa)      | Medalla de plata   | Ocho con timonel ligero |
| 1994               | Indianápolis (Estados Unidos) | Medalla de plata   | Ocho con timonel ligero |
| 1995               | Tampere (Finlandia)           | Medalla de oro     | Ocho con timonel ligero |
| 1996               | Motherwell (Reino Unido)      | Medalla de plata   | Ocho con timonel ligero |
| 1997               | Aiguebelette (Francia)        | Medalla de bronce  | Dos sin timonel ligero  |